# Mercè Anzizu i Vila
Mercè Anzizu i Vila   (Barcelona, 18 de maig de 1868 - Barcelona, 5 de març de 1916) fou una religiosa, escriptora i historiadora també coneguda com a Sor Eulàlia (o Eulària) Anzizu.

## Biografia
Va néixer com a Maria de la Mercè, Francesca d'Assís i Ramona, filla d'Ignasi Anzizu i Girona i Josepa Vila i Bacigalupi. Òrfena de mare poc després de néixer i de pare als 10 anys, restà sota custòdia dels avis fins a la mort d'aquests, quan ella tenia 15 anys. Visqaue de forma autònoma fins als 21 anys, quan ingressà al Monestir de Santa Maria de Pedralbes.
La proximitat a la família d'Eusebi Güell i Bacigalupi, cosí de la seva mare, la fa permeable a l'ambient cultural de la Renaixença del darrer terç del segle xix. La seva inquietud intel·lectual la fa en gran part autodidacta de la seva formació cultural, destacant-se en la història i la poesia. Els seus mentors literaris són el canonge Jaume Collell, el seu tutor espiritual, i Jacint Verdaguer, que li dedica dues composicions dins el llibre Roser de tot l'any (1893). Aprengué el llatí a partir de la còpia del poema Saxia, que es publicà dins el llibre La Musa latina en Montserrat de Jaume Collell. La seva formació musical comprèn el solfeig i el piano, destacant posteriorment en l'ús de l'orgue. Amant de la literatura, publica les seves primeres poesies als anys 1886 i 1887 a la revista La Veu del Montserrat. El 1888 acompanyà Collell i una comitiva al Vaticà a les festes del jubileu sacerdotal del papa Lleó XIII. Després visità els paratges de la Itàlia franciscana, Santa Casa de Loreto i Assís, que li produeixen un fort impacte espiritual.
Aconsellada pel seu tutor, entrà com a novícia al monestir el 20 de juny del 1889 i el 6 de novembre del 1890 fou professada monja del Reial Monestir de Santa Maria de Pedralbes. Adoptà el nom de la santa-màrtir de la ciutat Eulàlia de Barcelona i professà els vots d'obediència, pobresa i castedat. Durant els següents 26 anys visqué enclaustrada com a monja clarissa ocupant gairebé tots els càrrecs i oficis de la comunitat: infermera, mestra de novícies, procuradora i secretària, però no n'esdevé mai l'abadessa. La seva importància dins la comunitat es va reflectir en el rigor intel·lectual de les seves obres i la seva tasca com a arxivera, biògrafa, historiadora, música i traductora. A petició seva, la comunitat procedí a la restauració de l'església, i s'encarrega l'obra a Joan Martorell i Montells, renovador de l'art gòtic a la Catalunya de la meitat del segle xix. Aquesta intervenció, que recull breument al darrer capítol del llibre Fulles històriques del monestir de Pedralbes, es feu gràcies a donacions de fidels i sobretot al patrimoni personal aportat per sor Eulàlia, que li permeté reformar altres estances del monestir com la del refetor. Diagnosticada amb una insuficiència cardíaca a principis del 1916, morí el 5 de març als 46 anys.

## Obres
La producció literària de Sor Eulàlia Anzizu, englobada dins el marc de la Renaixença, comprèn articles en revistes com la Veu de Montserrat o La Veu de Catalunya, nombrosos opuscles, notes hagiogràfiques i biogràfiques, tractats històrics, llibres de cor i una producció poètica constant que encara resta en gran part inèdita.
Pel que fa a la transcendència dins el monestir on va viure, una de les obres més importants és el llibre Fulles històriques del Real Monestir de Santa Maria de Pedralbes, publicat l'any 1987. Es tracta de la crònica documentada de la fundació del Monestir de Santa Maria de Pedralbes i la seva història fins a l'any de la seva edició. Representa el primer recull històric fins al moment d'aquest cenobi, pel qual empra fonts generalment posteriors al s. XIV. La documentació comprèn el fons de l'arxiu del monestir i gran part de documentació conservada fora del monestir en una casa particular de Sarrià per por a la seva destrucció durant la revolució de 1868. Per dur a terme aquesta tasca, sor Eulàlia elaborà un índex de béns del monestir a la cel·la de Sant Joan que acabà l'any 1899, reunint no només la documentació escrita sinó també les obres d'art que la comunitat ha aplegat al llarg dels segles.
En relació amb aquesta vessant historiogràfica, trobem l'interès per la biografia i l'hagiografia. L'any 1909 publicà, amb motiu de la canonització del sant, la Vida de Sant Josep Oriol, a la qual seguirien el Quinzenari a Santa Eulàlia, comentaris a la «Salve Regína», i el tractat històric i hagiogràfic María en España y España de María, premiat en un certamen de Tortosa el 1904. A la seva mort, deixà incompleta la biografia de Salvador Casañas i Pagès, cardenal i bisbe de Barcelona.
Pel que fa a la seva producció literària dins la litúrgia, escriu també dos llibres de cor. El primer, Officia Novissima, és un volum de resos nous escrit en lletra gòtica acabat l'any 1901. El segon és un psalteri enquadernat en pell adobada finalitzat l'any 1915 amb el nom de Psalterium e Breviario Romano acuratissime transcriptum a moniali Vicaria Chori Regalis Monasterii Sancte Mariae de Pedralbes, in reverentiae et adhesionis argumentum Bullae, piisimi Papae Pii X.
Es publicaren pòstumament dues obres sobre sor Eulàlia. El primer volum, Poesies, editat i prologat per Jaume Collell l'any 1919, és un recull cronològic de l'obra poètica, mística i religiosa de Sor Eulàlia, així com un reconeixement de la seva vida dins el monestir. El segon, editat i prologat de nou per Collell l'any 1928 sota el nom de Santa Clara d'Assis. Llegendari franciscà, comprèn la tasca documental i poètica de sor Eulàlia dins l'entorn franciscà femení.